# کالج کلرادو

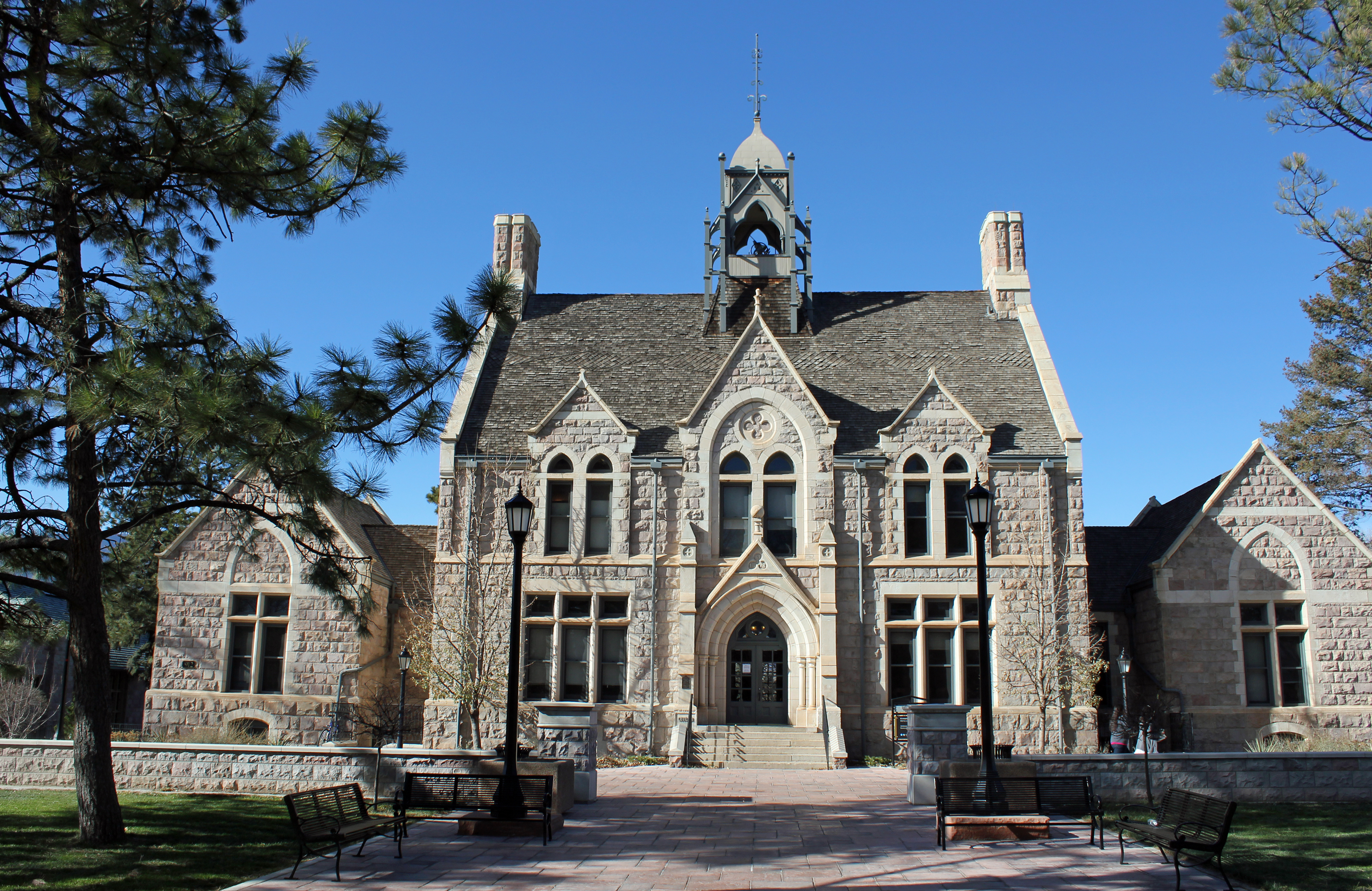
کالج کلرادو

کالج کلورادو (به انگلیسی: Colorado College) یک منطقهٔ مسکونی در ایالات متحده آمریکا است که در کلرادو واقع شده‌است.